# دونگه توچانه
دونگه توچانه (به صربی: Donje Točane) یک منطقهٔ مسکونی در صربستان است که در کورشوملیا واقع شده‌است. دونگه توچانه ۱۲۲ نفر جمعیت دارد.